# Championnats du monde juniors de ski alpin 2017
Navigation
Sotchi 2016 Davos 2018
La 36e édition des Championnats du monde juniors de ski alpin se déroule du 6 mars 2017 au 14 mars 2017 à Åre en Suède. C'est la première fois que la station de sports d'hiver suédoise est désignée hôte de cet évènement, toutefois la Suède par l'intermédiaire de Sälen avait déjà organisé les Championnats du monde juniors de 1987.
La compétition dure neuf jours pendant lesquels se déroulent onze épreuves : cinq épreuves individuelles masculines et féminines, et une épreuve par équipes mixtes.

## Podiums

### Hommes
| Épreuves                | Or                    | Argent                   | Bronze                  |
| ----------------------- | --------------------- | ------------------------ | ----------------------- |
| Descente 08/03/2017     | Sam Morse États-Unis  | Alexander Prast Italie   | Raphael Haaser Autriche |
| Super G 09/03/2017      | Nils Alphand France   | Raphael Haaser Autriche  | Semyel Bissig Suisse    |
| Slalom géant 13/03/2017 | Loic Meillard Suisse  | Timon Haugan Norvège     | Victor Guillot France   |
| Slalom 14/03/2017       | Adrian Pertl Autriche | Bjoern Brudevoll Norvège | Simon Efimov Russie     |
| Combiné 11/03/2017      | Loic Meillard Suisse  | River Radamus États-Unis | Georg Hegele Allemagne  |

### Femmes
| Épreuves                | Or                            | Argent                         | Bronze                     |
| ----------------------- | ----------------------------- | ------------------------------ | -------------------------- |
| Descente 08/03/2017     | Alice Merryweather États-Unis | Katja Grossmann Suisse         | Kira Weidle Allemagne      |
| Super G 09/03/2017      | Nadine Fest Autriche          | Franziska Gritsch Autriche     | Dajana Dengscherz Autriche |
| Slalom géant 12/03/2017 | Laura Pirovano Italie         | Katharina Liensberger Autriche | Chiara Mair Autriche       |
| Slalom 13/03/2017       | Camille Rast Suisse           | Ali Nullmeyer Canada           | Chiara Mair Autriche       |
| Combiné 10/03/2017      | Nadine Fest Autriche          | Meta Hrovat Slovénie           | Franziska Gritsch Autriche |

### Team Event
| Épreuves               | Or                                                                      | Argent                                                                          | Bronze                                                      |
| ---------------------- | ----------------------------------------------------------------------- | ------------------------------------------------------------------------------- | ----------------------------------------------------------- |
| Par équipes 12/03/2017 | Canada James Crawford Stephanie Fleckenstein Ali Nullmeyer Jeffrey Read | Autriche Fabio Gstrein Katharina Liensberger Simon Rueland Marie-Therese Sporer | Belgique Sam Maes Mathilde Nelles Kim Vanreusel Tom Verbeke |

## Tableau des médailles
| Rang | Nation     | Or | Argent | Bronze | Total |
| ---- | ---------- | -- | ------ | ------ | ----- |
| 1    | Autriche   | 3  | 4      | 5      | 12    |
| 2    | Suisse     | 3  | 1      | 1      | 5     |
| 3    | États-Unis | 2  | 1      | –      | 3     |
| 4    | Canada     | 1  | 1      | –      | 2     |
| 4    | Italie     | 1  | 1      | –      | 2     |
| 6    | France     | 1  | –      | 1      | 2     |
| 7    | Norvège    | –  | 2      | –      | 2     |
| 8    | Slovénie   | –  | 1      | –      | 1     |
| 9    | Allemagne  | –  | –      | 2      | 2     |
| 10   | Belgique   | –  | –      | 1      | 1     |
| 10   | Russie     | –  | –      | 1      | 1     |

## Classement du trophée Marc Hodler
Le Trophée permet de classer les nations en fonction des résultats (par top 10) et détermine les futures places allouées aux nations en catégories juniors. L'Autriche devance la Suisse et l'Italie. Quinze nations ont réussi à mettre un skieur dans le top 10 d'une épreuve de ces championnats du monde